# Sammons Point
Sammons Point es una villa ubicada en el condado de Kankakee en el estado estadounidense de Illinois. En el Censo de 2010 tenía una población de 279 habitantes y una densidad poblacional de 59,25 personas por km².

## Geografía
Sammons Point se encuentra ubicada en las coordenadas 41°1′52″N 87°51′31″O / 41.03111, -87.85861. Según la Oficina del Censo de los Estados Unidos, Sammons Point tiene una superficie total de 4.71 km², de la cual 4.71 km² corresponden a tierra firme y (0%) 0 km² es agua.

## Demografía
Según el censo de 2010, había 279 personas residiendo en Sammons Point. La densidad de población era de 59,25 hab./km². De los 279 habitantes, Sammons Point estaba compuesto por el 96.06% blancos, el 1.08% eran afroamericanos, el 0% eran amerindios, el 0.72% eran asiáticos, el 0% eran isleños del Pacífico, el 1.43% eran de otras razas y el 0.72% pertenecían a dos o más razas. Del total de la población el 2.15% eran hispanos o latinos de cualquier raza.